# جيم سميث (لاعب كرة سلة مواليد 1958)
جيم سميث (بالإنجليزية: Jim Smith)‏ مواليد 12 أبريل 1958 في كليفلاند، هو لاعب كرة سلة أمريكي سابق. تم اختياره من قبل فريق لوس أنجلوس كليبرز خلال الدرافت. يبلغ طوله 6 قدم 9 بوصة (2.1 م). لعب مع لوس أنجلوس كليبرز وديترويت بيستونز.

## روابط خارجية
- جيم سميث على موقع إن بي أي (الإنجليزية)
- جيم سميث على موقع سبورتس رفرنس (الإنجليزية)
- جيم سميث على موقع كلية كرة السلة في سبورتس رفرنس.كوم (الإنجليزية)
- جيم سميث على موقع ريلجم (الإنجليزية)